# Port lotniczy Czołponata
Port lotniczy Czołponata (ICAO: UAFG) – port lotniczy położony we miejscowości Czołponata, nad jeziorem Issyk-kul, w Kirgistanie, w obwodzie issykkulskim.